# Hanna Wassylenko
Hanna Wiktoriwna Wassylenko (ukrainisch Ганна Вікторівна Василенко, auch Anna Wasilenko; * 21. Februar 1986) ist eine ukrainische Ringerin. Sie wurde 2011 Weltmeisterin und 2012 Europameisterin in der Gewichtsklasse bis 59 kg Körpergewicht.

## Werdegang
Hanna Wassylenko begann als Jugendliche im Jahre 2001 mit dem Ringen. Sie ist Studentin und gehört dem Sportclub Dynamo Kiew an. Ihre wichtigsten Trainer waren bzw. sind Ignat Georgijewitsch und Andrei Panaitow. Die 1,63 Meter große Athletin rang zunächst in der Gewichtsklasse bis 63 kg und ringt seit 2009 in der Gewichtsklasse bis 59 kg Körpergewicht, die nicht olympisch ist. Wenn sie bei den Olympischen Spielen 2012 in London an den Start gehen will, muss sie entweder in die Gewichtsklasse bis 55 kg abtrainieren oder wieder in der Gewichtsklasse bis 63 kg an den Start gehen. In beiden Gewichtsklasse hat sie allerdings in der Ukraine in Natalja Sinischin und in Julija Ostaptschuk sehr große Konkurrentinnen.
Ihre internationale Karriere begann Hanna Wassylenko bei der Junioren-Europameisterschaft 2005 in Wrocław, wo sie auf Anhieb den Titel in der Gewichtsklasse bis 63 kg gewann. Bei der Junioren-Weltmeisterschaft 2006 in Guatemala-Stadt kam sie in der Gewichtsklasse bis 59 kg hinter Larissa Kanajewa, Russland und Jaqueline Renteria aus Kolumbien auf den 3. Platz.
2007 startete sie erstmals bei einer internationalen Meisterschaft bei den Damen. Sie kam dabei bei der Europameisterschaft in Sofia auf den 3. Platz. Sie verlor dort nach drei gewonnenen Kämpfen im Halbfinale gegen Stefanie Stüber aus Deutschland und erkämpfte sich in der Trostrunde mit einem Sieg über Agoro Papavasiliou aus Griechenland eine Bronzemedaille.
Ihr nächster Start bei einer internationalen Meisterschaft erfolgte dann erst wieder bei der Weltmeisterschaft 2009 in Herning/Dänemark in der Gewichtsklasse bis 59 kg. Auch hier gewann sie zunächst drei Kämpfe, um dann im Halbfinale gegen Agata Pietrzyk aus Polen zu unterliegen. Die Bronzemedaille erkämpfte sie sich dann durch einen Sieg über Katie Patroch aus Kanada.
Bei der Europameisterschaft 2010 in Baku war Hanna Wassylenko in keiner guten Form und unterlag gegen Tajbe Jusein aus Bulgarien und Natalja Smirnowa aus Russland und kam deswegen nur auf den 8. Platz. Bei der Weltmeisterschaft dieses Jahres wurde sie dann gar nicht eingesetzt.
2011 kehrte sie aber in die Erfolgsspur zurück. Sie gewann zunächst bei der Europameisterschaft in Dortmund wieder eine Bronzemedaille. Wobei allerdings ihre Niederlage gegen Georgiana Narcisa Paic aus Rumänien im Halbfinale überraschend kam. Die Bronzemedaille sicherte sie sich durch einen Sieg über Adelina Vescan aus Frankreich.
Zum Höhepunkt ihrer bisherigen Laufbahn wurden dann die Weltmeisterschaften 2011 in Istanbul. Sie kam dort zu Siegen über Amanda Gerhart aus Kanada, Chen Yang aus der Volksrepublik China und Sona Ahmadli aus Aserbaidschan und stand damit im Endkampf gegen Sofia Mattsson aus Schweden. In diesem Kampf gelang ihr ein knapper Punktsieg über die Schweden (2:0 Runden bei 2:2 und 2:1 Punkten), mit dem sie Weltmeisterin in der Gewichtsklasse bis 59 kg Körpergewicht wurde.
2012 gewann sie dann bei der Europameisterschaft in Belgrad ihren nächsten Titel. Auf dem Weg dorthin besiegte sie Sona Ahmadli, Mirjana Martinovic, Montenegro, Nadeschda Michalkowa, Belarus und Anastasija Grigorjeva, Lettland. Da die Gewichtsklasse, in der sie rang 2012 nicht olympisch war, musste sie versuchen, sich in der Gewichtsklasse bis 63 kg für die Spiele zu qualifizieren, was ihr aber nicht gelang.
Hanna Wassylenko blieb danach noch bis 2016 aktiv. In diesen Jahren gewann sie bei internationalen Meisterschaften noch zweimal eine Bronzemedaille. 2013 in Tiflis in der Gewichtsklasse bis 63 kg und 2016 in Riga in der Gewichtsklasse bis 60 kg Körpergewicht. Für die Teilnahme an den Olympischen Spielen 2016 in Rio de Janeiro konnte sie sich aber wieder nicht qualifizieren.

## Internationale Erfolge
| Jahr | Platz | Wettbewerb                              | Gewichtsklasse | Ergebnisse |
| 2005 | 1.    | Junioren-EM in Wrocław                  | bis 63 kg      | vor Galina Legenkina, Russland und Maria Müller, Deutschland |
| 2006 | 3.    | Junioren-WM in Guatemala-Stadt          | bis 59 kg      | hinter Larissa Kanajewa, Russland und Jackeline Rentería, Kolumbien |
| 2007 | 3.    | EM in Sofia                             | bis 63 kg      | nach Siegen über Laura Skujina, Lettland, Teodora Dimitrowa, Bulgarien und Olga Chilko, Belarus, einer Niederlage gegen Stefanie Stüber, Deutschland und einem Sieg über Agoro Papavasiliou, Griechenland |
| 2008 | 3.    | Golden-Grand-Prix in Baku               | bis 63 kg      | hinter Ljubow Michailowna Wolossowa, Russland und Badrachyn Odontschimeg, Mongolei |
| 2009 | 4.    | Welt-Cup in Taiyuan/Volksrepublik China | bis 59 kg      | hinter Lan Zhan, China, Katrie Patroch, Kanada und Deanna Rix, USA |
| 2009 | 3.    | WM in Herning/Dänemark                  | bis 59 kg      | nach Siegen über Sorondsonboldyn Battsetseg, Mongolei, Natascha Ballas, Deutschland und Olga Kalinina, Kasachstan, einer Niederlage gegen Agata Pietrzyk, Polen und einem Sieg über Katie Patroch         |
| 2010 | 3.    | Golden-Grand-Prix in Krasnojarsk        | bis 59 kg      | hinter Kelsey Campbell, USA und Natalja Smirnowa, Russland |
| 2010 | 8.    | EM in Baku                              | bis 59 kg      | nach Niederlagen gegen Tajbe Jusein, Bulgarien und Natalja Smirnowa |
| 2010 | 3.    | Golden-Grand-Prix in Baku               | bis 59 kg      | hinter Marianna Sastin, Ungarn und Johanna Mattsson, Schweden |
| 2010 | 1.    | Universitäten-WM in Turin               | bis 59 kg      | vor Yurika Ito, Japan, Jasmine Barker, Kanada und Katarzyna Krawczyk, Polen |
| 2011 | 3.    | EM in Dortmund                          | bis 59 kg      | nach Siegen über Laura Raffler, Österreich und Anastasija Grigorjeva, Lettland, einer Niederlage gegen Georgiana Narcisa Paic, Rumänien und einem Sieg über Adeline Vescan, Frankreich                    |
| 2011 | 7.    | Golden-Grand-Prix in Baku               | bis 59 kg      | Siegerin: Sona Ahmadli, Aserbaidschan vor Olga Butkevich, Großbritannien |
| 2011 | 2.    | Intern. Ukr. Turnier in Kiew            | bis 59 kg      | hinter Ludmilla Christea, Rumänien, vor Eriko Nakata, Japan und Olga Butkevich |
| 2011 | 1.    | WM in Istanbul                          | bis 59 kg      | nach Siegen über Amanda Gerhart, Kanada, Chen Yang, China, Sona Ahmadli und Sofia Mattsson, Schweden |
| 2012 | 3.    | Golden-Grand-Prix in Krasnojarsk        | bis 59 kg      | hinter Anna Polownewa, Russland und Anastasija Grigorjeva |
| 2012 | 1.    | EM in Belgrad                           | bis 59 kg      | nach Siegen über Sona Ahmadli, Mirjana Martinovic, Montenegro, Nadeschda Michalkowa, Belarus und Anastasija Grigorjeva                                                                                    |
| 2013 | 3.    | EM in Tiflis                            | bis 63 kg      | nach Siegen über Fruzsina Forgo, Ungarn und Inna Traschukowa, Russland, einer Niederlage gegen Monika Ewa Michalik, Polen und einem Sieg über Elina Wasewa, Bulgarien                                     |
| 2013 | 10.   | WM in Budapest                          | bis 63 kg      | nach einem Sieg über Justine Bouchard, Kanada und einer Niederlage gegen Maria Mamaschuk, Belarus |
| 2014 | 8.    | EM in Vantaa/Finnland                   | bis 58 kg      | nach einer Niederlage gegen Anastassia Huchok, Belarus |
| 2014 | 1.    | Golden-Grand-Prix in Baku               | bis 58 kg      | vor Allison Mackenzie Ragan, USA, Ayaka Ito, Japan und Emese Barka, Ungarn |
| 2014 | 16.   | WM in Taschkent                         | bis 58 kg      | nach einer Niederlage gegen Zhou Zhangting, China |
| 2015 | 1.    | „Alexander-Medwed“-Preis in Minsk       | bis 60 kg      | vor Natalja Fedossejewa, Russland, Anastasia Wanowa, Belarus und G. Blekaitite, Litauen |
| 2016 | 3.    | EM in Riga                              | bis 58 kg      | hinter Natalja Sinischin, Aserbaidschan und Grace Jacob Bullen, Norwegen |
| 2016 | 7.    | Golden-Grand-Prix in Baku               | bis 58 kg      | Siegerin: Grace Jacob Bullen vor Jaquelin Estornell Elizastique, Kuba |

Erläuterungen
- alle Wettbewerbe im freien Stil
- WM = Weltmeisterschaft, EM = Europameisterschaft